# Wikimedia Polska

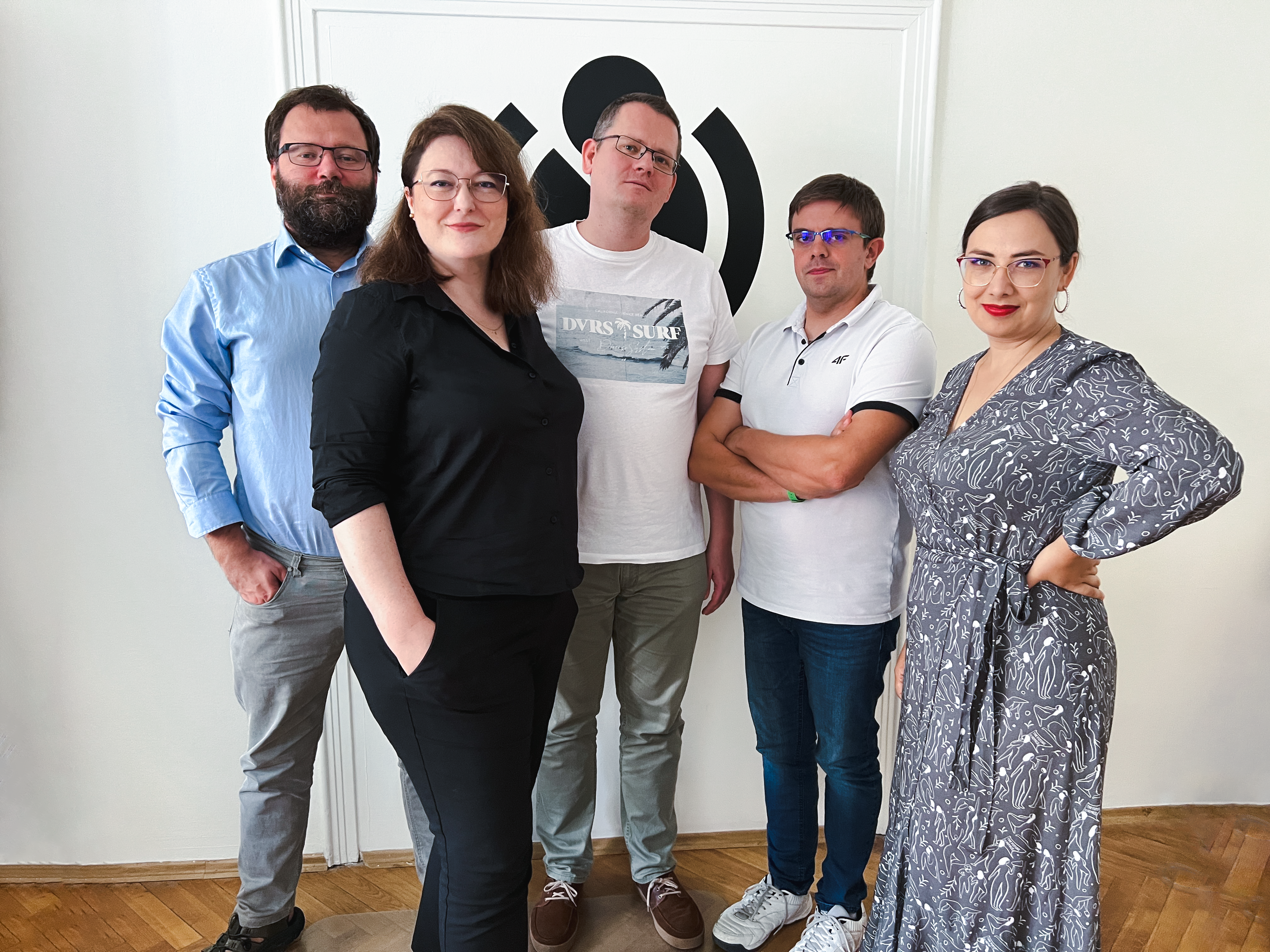
Zarząd Wikimedia Polska (2022–2024, 2024–2026), od lewej: Michał Buczyński, Julia Maria Koszewska, Tomasz Wszeborowski, Marek Bukowski, Maria Weronika Kmoch (2022)

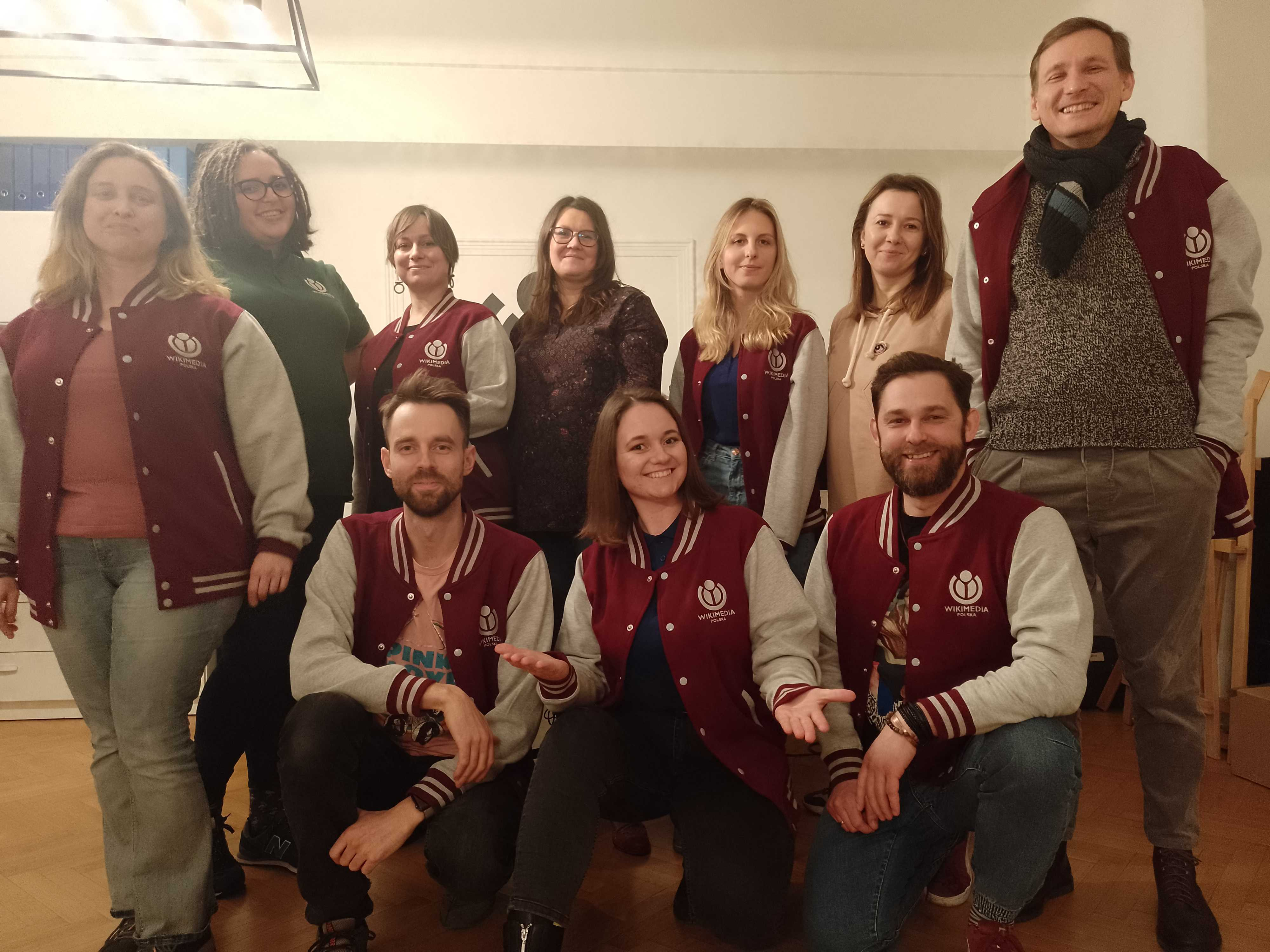
Zespół pracowniczy Wikimedia Polska (2023)

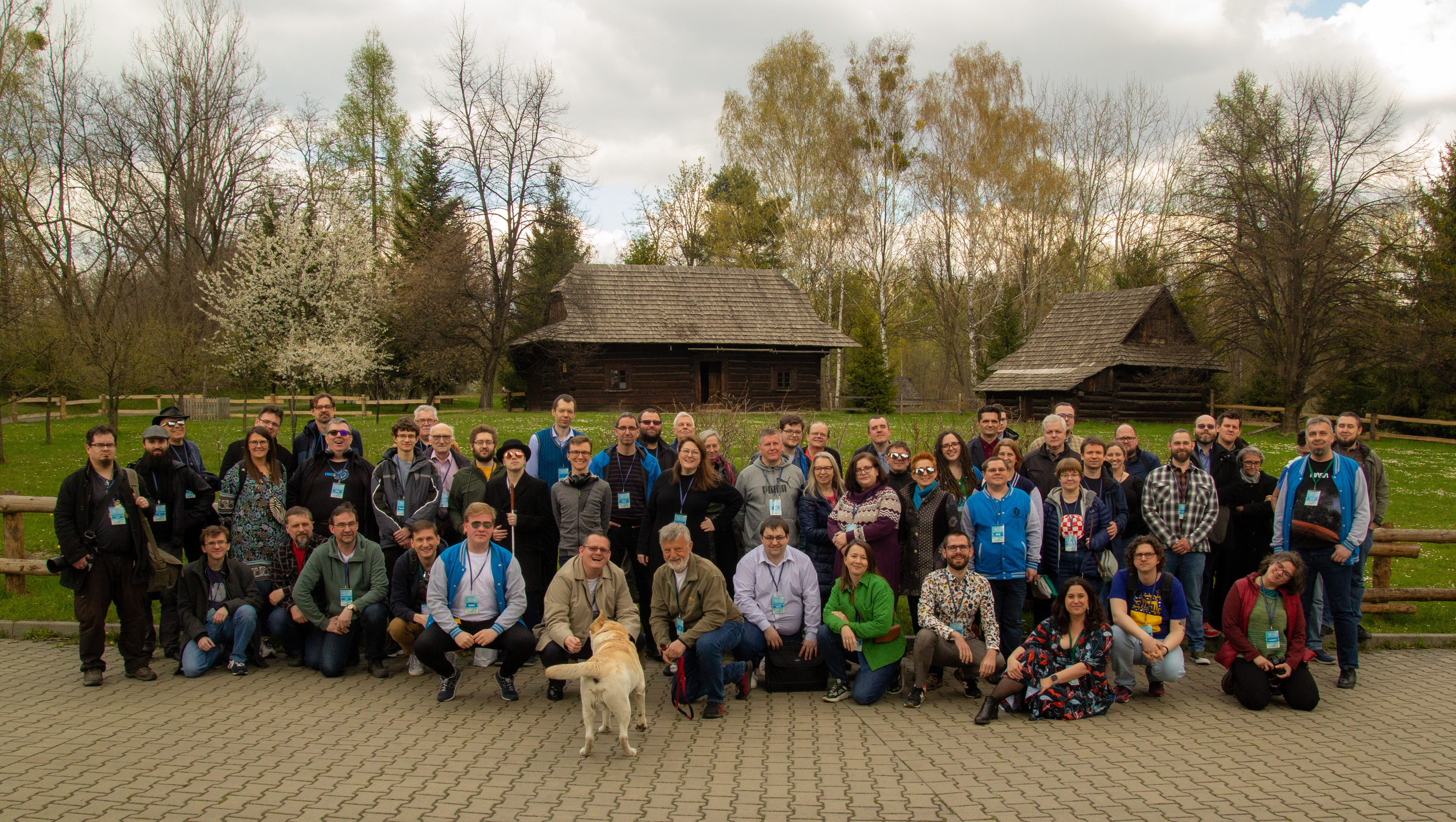
Uczestniczący w zlocie wikimedian i wikimedianek zorganizowanym przez Wikimedia Polska w Górnośląskim Parku Etnograficznym w Chorzowie (2022)

Wikimedia Polska (WMPL) – polskie stowarzyszenie działające na rzecz powszechnego dostępu do wiedzy. Wspiera i promuje Wikipedię oraz jej projekty siostrzane (projekty Wikimedia). Jest niezależnym partnerem (chapter) Wikimedia Foundation.
Stowarzyszenie wspiera osoby wolontariacko tworzące projekty Wikimedia, współpracuje z instytucjami kultury, edukacji i nauki. Zostało założone 14 sierpnia 2005, a zarejestrowane 15 listopada tego samego roku. Ma siedzibę w Warszawie i status organizacji pożytku publicznego. Prezesem organizacji jest Tomasz Wszeborowski, a dyrektorem generalnym Grzegorz Kopaczewski.

## Działalność

### Statut i misja, członkostwa
Zgodnie ze statutem celem stowarzyszenia jest wyrównywanie szans w dostępie do wiedzy ogólnej oraz szczegółowej z dziedzin nauki, kultury, edukacji oraz sztuki. Stowarzyszenie realizuje cele m.in. poprzez wsparcie tworzenia i rozwoju projektów funkcjonujących w technologii wiki opartych na tzw. wolnych licencjach. W szczególności dotyczy to wsparcia i promocji tych projektów, które zostały powołane przez Wikimedia Foundation, a więc Wikipedii, Wikisłownika i innych. Stowarzyszenie jest oficjalnym polskim partnerem Wikimedia Foundation na podstawie odrębnej umowy. Jego misją jest integracja i reprezentacja interesów twórców projektów Wikimedia, gromadzenie zasobów projektów Wikimedia i rozwijanie ich treści, a także promocja wolnych licencji i budowanie świadomości prawa autorskiego.
Stowarzyszenie należało do Koalicji na Rzecz Otwartych Standardów, nieformalnego zrzeszenia organizacji i przedsiębiorców. Było także współzałożycielem Koalicji Otwartej Edukacji. W 2012 Centrum Cyfrowe Projekt: Polska zakwalifikowało stowarzyszenie do grona „Rakiet otwartości”, tj. organizacji pozarządowych, których internetowe zasoby, objęte licencją Creative Commons, są otwarte i publicznie dostępne. Od 2022 Wikimedia Polska należy do Wikimedia Europe.
Od 2022 prezesem WMPL jest Tomasz Wszeborowski. W przeszłości stanowisko to piastowali: Łukasz Garczewski (2005–2007), Tomasz Ganicz (2007–2018) oraz Michał Buczyński (2018–2022). W 2023 do stowarzyszenia należało 145 osób, w 2025 – 122. Organizacja zatrudnia 10 osób (2024). 
Od grudnia 2024 stanowisko dyrektora generalnego, czyli szefa zespołu pracowników Stowarzyszenia, pełni Grzegorz Kopaczewski. Wcześniej to samo lub analogiczne stanowisko zajmowali Łukasz Garczewski, a następnie Natalia Ćwik.
W latach 2019–2020 stowarzyszenie wydawało Biuletyn, wznowiony w 2023.

### Projekty
Stowarzyszenie realizuje projekty otwierania kultury, w tym w obszarze tzw. GLAM (czyli w ramach współpracy z galeriami, bibliotekami, archiwami i muzeami). Wśród instytucji współpracujących ze stowarzyszeniem znalazły się m.in. Muzeum Narodowe w Warszawie, Europejskie Centrum Solidarności i Narodowe Archiwum Cyfrowe. WMPL wzięło udział w dwóch projektach, które otrzymały wyróżnienia w Konkursie na Wydarzenie Muzealne Roku Sybilla. W 2016 Muzeum Narodowe otrzymało wyróżnienie za projekt zrealizowany we współpracy z Wikimedia Polska „Faras w Wikipedii”. Rok później wyróżnienie za projekt „Digitalizacja i upowszechnienie fotografii z zasobu Muzeum Miasta Łodzi #dzielimy się Łodzią” trafiło do Muzeum Miasta Łodzi.
Począwszy od 2011 stowarzyszenie organizuje konkurs fotograficzny „Wiki Lubi Zabytki” będący polską edycją międzynarodowego konkursu „Wiki Loves Monuments” (którego pierwsza edycja została wpisana w 2011 do Księgi rekordów Guinnessa ze względu na rekordową liczbę zgłoszonych do udziału zdjęć). Konkurs polega na fotografowaniu obiektów, które widnieją w rejestrze Wojewódzkiego Konserwatora Zabytków.
Stowarzyszenie organizuje też tzw. edytony, czyli akcje edytowania haseł Wikipedii przez wolontariuszy, które mogą być związane z określonym tematem (np. sztuką czy feminizmem) lub regionem (np. Kurpiowszczyzną czy Śląskiem Cieszyńskim). W 2018 stowarzyszenie zorganizowało z okazji stulecia odzyskania przez Polskę niepodległości konkurs edycyjny „Wolna Polska – Wolna Wiedza”, w ramach którego uzupełniano hasła z tzw. polskiego kanonu Wikipedii. Z kolei w 2023 w Bibliotece Publicznej m.st. Warszawy odbył się trwający 100 godzin edyton, w ramach którego pobito rekord Guinnessa w najdłuższym edytowaniu Wikipedii.

## Status OPP
Od 28 marca 2007 stowarzyszenie ma status organizacji pożytku publicznego. Jednym ze źródeł przychodów stowarzyszenia jest 1% podatku przekazywany przez polskich podatników na działalność wskazanych organizacji pozarządowych.
| Rok podatkowy | Kwota (PLN)  | Miejsce w wykazie OPP |
| ------------- | ------------ | --------------------- |
| 2010          | 304 543,57   | 174                   |
| 2011          | 506 735,49   | 115                   |
| 2012          | 585 455,80   | 103                   |
| 2013          | 422 806,70   | 145                   |
| 2014          | 367 769,06   | 176                   |
| 2015          | 559 999,18   | 134                   |
| 2016          | 496 606,89   | 150                   |
| 2017          | 651 027,38   | 138                   |
| 2018          | 740 706,24   | 139                   |
| 2019          | 805 700,79   | 130                   |
| 2020          | 878 420,19   | 127                   |
| 2021          | 819 589,47   | 149                   |
| 2022          | 1 181 393,20 | 140                   |
| 2023          | 1 219 622,10 | 158                   |